# Рогуский, Александр Владиславович
Рогуский (Рогузский, Рогусский) Александр Владиславович (28 апреля 1887 — 29 октября 1914, Чёрное море) — офицер Российского императорского флота, участник Первой мировой войны. Погиб в бою, подорвав минный заградитель «Прут», чтобы он не достался врагу. Первый Георгиевский кавалер Первой мировой войны среди военных моряков, лейтенант.

## Биография
Рогуский Александр Владиславович родился 16 апреля 1887 года. Воспитанник Нижегородского дворянского института императора Александра II. В 1903 году поступил в Морской кадетский корпус. 6 мая 1908 года произведён в корабельные гардемарины, находился в практическом заграничном плавании, в декабре 1908 года участвовал в оказании помощи пострадавшим во время землетрясения в Сицилии и Калабрии. В 1909 году, после окончания Морского корпуса, произведён в мичманы с назначением на Черноморский флот. 7 октября 1911 года окончил в Кронштадте Минный офицерский класс с зачислением в минные офицеры 2-го разряда. С 6 мая 1912 года служил минным офицером на миноносце «Живой», 25 мая переведён на ту же должность минного заградителя «Прут». 14 апреля 1913 года произведён в лейтенанты, 22 июля того же года зачислен в минные офицеры 1-го разряда.
Первую мировую войну встретил старшим минным офицером минного заградителя «Прут», на котором находился в плавании с 1 июля 1912 года. 16 октября 1914 года неприятельский флот начал набеговую операцию против русских портов и флота в акватории Чёрного моря. Ранним утром заградитель «Прут» на переходе из Ялты, встретился у мыса Фиолент с немецким новейшим линейным крейсером «Гёбен», который потребовал от экипажа минного заградителя сдаться. Не имея возможности скрыться от превосходящего неприятеля, командир «Прута» капитан 2 ранга Г. А. Быков отдал приказ поднять стеньговые флаги и парадный Андреевский флаг, после чего затопить корабль, открыв все кингстоны. Крейсер «Гёбен» и один из сопровождавших его эсминцев продолжал обстреливать тонущий минный заградитель. От попадания снарядов погибла часть экипажа заградителя, взрывом выброшен за борт раненый командир корабля. Минный офицер лейтенант Рогуский, оставшийся за командира корабля, приказал взорвать подрывные патроны в трюме, а оставшимся в живых членам команды покинуть корабль, сам же остался на борту тонущего минного заградителя.
«В воздаяние самоотверженного подвига, смертью запечатленного, при истреблении посредством взрыва заградителя „Прут“ в бою 16-го октября сего года с сильнейшим неприятелем» Высочайшим приказом по Морскому ведомству № 487 от 4 ноября 1914 года лейтенант Рогуский Александр Владиславович был награждён орденом Святого Георгия 4-степени посмертно, став первым георгиевским кавалером Первой мировой войны среди военных моряков.
Рогуский Александр Владиславович был женат на Зинаиде Александровне (рожд. 1887).

## Награды
- орден Святого Георгия 4 степени (4.11.1914, посмертно)[8];
- медаль «В память 300-летия царствования дома Романовых» (1913)[1];
- светло-бронзовая медаль «За оказание помощи пострадавшим во время землетрясения в Сицилии и Калабрии в 1908 году» (1911, Италия)[1];